# Иван Курдов
Иван Курдов е бивш български футболист, нападател.
Играл е за Черно море (1989 – 1993), Ботев (Нови Пазар) (голмайстор на отбора през 1994/95 с 13 гола в Б група) и Ловико (1996 – 1999).